# Superbit
Superbit era un marchio delle versioni Premium DVD-Video dei film della Columbia TriStar Home Video, una divisione della Sony, la cui produzione fu interrotta nel gennaio 2007 con l'avvento dei Blu-ray Disc.

## Caratteristiche
I DVD Superbit contenevano una quantità ridotta, se non assente, degli extra o del materiale bonus che viene offerto in un comune DVD a favore di un aumento di circa il 50% del bit rate (6-7 Mbit/s vs 4-5 Mbit/s), che determina un incremento della qualità video del film. L'audio era in Dolby Digital (5.1) e DTS audio; i DVD Superbit erano visualizzabili anche dai normali lettori DVD. Venivano venduti al costo di 2 DVD in edizione speciale (tra i 20€ e i 25€). Il Superbit non si deve confondere con HD DVD o Blu-ray Disc che sono dei nuovi supporti ottici con capienza maggiore ai normali DVD, utilizzati normalmente per memorizzare contenuti ad alta definizione.
In seguito nacque anche il marchio DVD Superbit Deluxe disponibile solo in America con le pellicole: Il patriota, L'uomo senza ombra, Snatch - Lo strappo, La maschera di Zorro e Charlie's Angels. Nel Superbit Deluxe si aggiungeva rispetto al Superbit un altro disco esclusivamente per gli extra.

## Titoli in Superbit
- Il ladro di orchidee
- Air Force One
- Anaconda
- Bad Boys II
- Bad Boys
- Il grande colpo
- Black Hawk Down - Black Hawk abbattuto
- Dracula di Bram Stoker
- Charlie's Angels*
- Cirque du Soleil - Dralion
- Cliffhanger - L'ultima sfida
- Closer
- La tigre e il dragone
- The Dark Crystal
- U-Boot 96 (Director's Cut)
- Desperado
- Dracula di Bram Stoker
- Il quinto elemento
- Da qui all'eternità
- Gattaca - La porta dell'universo
- I cannoni di Navarone
- Heavy Metal 2000
- Hook - Capitan Uncino
- Vampires
- Johnny Mnemonic
- Il destino di un cavaliere
- Labyrinth - Dove tutto è possibile
- Lawrence d'Arabia
- Vento di passioni
- Léon
- La maschera di Zorro*
- Men in Black
- Men in Black II
- The Missing
- C'era una volta in Messico
- The One
- Panic Room
- Il patriota*
- Ubriaco d'amore
- Pronti a morire
- Resident Evil
- Riverdance - Live from New York
- S.W.A.T. - Squadra speciale anticrimine
- Sette anni in Tibet
- Snatch - Lo strappo*
- Spider-Man
- Spider-Man 2
- Starship Troopers - Fanteria dello spazio
- Tommy
- Underworld
- L'uomo senza ombra*
- Vertical Limit
- xXx